# Страсті за Ревізором
«Страсті за Ревізором» — українська телепередача, виробництво Нового каналу. Цей проєкт — пост-шоу програми «Ревізор». 

## Про шоу
Пост-шоу «Страсті за Ревізором» — оригінальний проєкт Нового каналу від творців «Ревізора». Формат і концепція розроблені Творчим об'єднанням Вікторії Бурдукової. У пост-шоу обговорюються ревізії, їхні суперечливі моменти, розглядаються рішення ревізора й те, як вони змінили долі героїв.
Ведучий — Сергій Притула. «Ревізора» в студії представляє шеф-редакторка проєкту Ганна Жижа. Також в пост-шоу з'являвся і сам ведучий програми.
Всі пристрасті, що вирують після приїзду в місто «Ревізора», зібрані в одному шоу! Бійки, скандали, виклик охорони, заяви до міліції, вихід у ТОП новинних стрічок — найяскравіші події ревізій є предметом обговорення у пост-шоу. До студії запрошують команду «Ревізора» та спраглих сатисфакції: господарів закладів, звільнених адміністраторів, принижених шеф-кухарів та офіціантів, постійних клієнтів тощо. Всі вони мають можливість розповісти власну правду.
Одночасно кожний із гостей має бути готовим захистити власну позицію. Адже всі аргументи зазнають перевірки. Кадри ревізій допомагають розібратися в ситуації, яка склалася. Модератор дискусії, ведучий Сергій Притула, дотримується нейтральної позиції по відношенню до сторін конфлікту, але при цьому часто озвучує власну позицію.
Допомагають у вирішенні конфліктних ситуацій:
- Експерти програми;
- Глядацька зала;
- Шеф-редактор програми — Ганна Жижа;
- Сам Ревізор: Ольга Фреймут (1-4 сезони), Вадим Абрамов (5 — 7 сезони), Микола Тищенко (8 — 9 сезони), Юлія Панкова (з 10 сезону).
- Ведуча «Ревізор: Магазини»: Наталія Кудряшова (1-2 сезони), Ірина Хоменко (3 сезон).
- Ведуча «Ревізор краси»: Олена Філонова.

## Експерти
| Постійні експерти | Сезони               | Сезони               | Сезони                           | Сезони                           | Сезони               | Сезони               | Сезони      |
| Постійні експерти | 1                    | 2                    | 3                                | 4                                | 5                    | 6                    | 7           |
| ----------------- | -------------------- | -------------------- | -------------------------------- | -------------------------------- | -------------------- | -------------------- | ----------- |
| Наталія Цоцка     | Адвокат              | Адвокат              | Адвокат                          | Адвокат                          | Адвокат              | Адвокат              |             |
| Олена Столярова   | Ресторатор           | Ресторатор           | Ресторатор                       | Ресторатор                       | Ресторатор           | Ресторатор           |             |
| Ірина Пшонна      | Готельєр             | Готельєр             | Готельєр                         | Готельєр                         | Готельєр             | Готельєр             |             |
| Михайло Плотніков | Кулінар, телеведучий | Кулінар, телеведучий | Кулінар, телеведучий             | Кулінар, телеведучий             | Кулінар, телеведучий | Кулінар, телеведучий |             |
| Наталія Кудряшова |                      |                      | Експерт з розвитку супермаркетів | Експерт з розвитку супермаркетів |                      |                      |             |
| Сергій Козинець   |                      |                      |                                  |                                  | Харчовий технолог    |                      |             |
| Олена Левченко    |                      |                      |                                  |                                  |                      |                      | Ресторатор  |
| Андрій Дідух      |                      |                      |                                  |                                  |                      |                      | Готельєр    |
| Олександр Липчей  |                      |                      |                                  |                                  |                      |                      | Адвокат     |
| Оксана Вольска    |                      |                      |                                  |                                  |                      |                      | Мікробіолог |
| Євген Клопотенко  |                      |                      |                                  |                                  |                      |                      | Кулінар     |